# Mitt hjärta klappar för dig
Mitt hjärta klappar för dig är ett album med BAO, utgivet  2016. Skivan spelades in på Riksmixningsverket, Skeppsholmen av Bernard Löhr. Han assisterades av teknikern Linn Fijal. Skivan mixades av Benny Andersson och Bernard Löhr i Mono Music Studio.

## Låtlista
| 1.  | En natt i Köpenhamn                     | Björn Ulvaeus | Benny Andersson | Helen Sjöholm, Tommy Körberg                | 4:14 |
| 2.  | Bara, bara du                           | Björn Ulvaeus | Benny Andersson | Helen Sjöholm, Tommy Körberg                | 5:41 |
| 3.  | Hem till mamma                          | Björn Ulvaeus | Benny Andersson | Helen Sjöholm                               | 3:47 |
| 4.  | Minnena bleknar med tiden               | Björn Ulvaeus | Benny Andersson | Tommy Körberg                               | 3:50 |
| 5.  | Summa summarum                          | Björn Ulvaeus | Benny Andersson | Helen Sjöholm                               | 4:06 |
| 6.  | Timmarna går så fort när man har roligt | Björn Ulvaeus | Benny Andersson | Helen Sjöholm, Tommy Körberg, Kalle Moraeus | 3:25 |
| 7.  | En svala gör ingen sommar               | Björn Ulvaeus | Benny Andersson | Helen Sjöholm                               | 2:54 |
| 8.  | Smoochy                                 |               | Benny Andersson |                                             | 3:42 |
| 9.  | Isabella Rahm                           | Frida Hyvönen | Benny Andersson | Tommy Körberg                               | 3:21 |
| 10. | Mitt hjärta klappar för dig             | Björn Ulvaeus | Benny Andersson | Helen Sjöholm                               | 3:57 |
| 11. | Ticka, ticka väckarklocka               | Björn Ulvaeus | Benny Andersson | Helen Sjöholm, Tommy Körberg                | 3:08 |

## Listplaceringar
| Lista (2016) | Topplacering |
| ------------ | ------------ |
| Sverige      | 2            |

### Fotnoter
1. 1 2  ”Mitt hjärta klappar för dig”. Mono Music. http://www.monomusic.se/cd/mitt-hjarta-klappar-for-dig. Läst 15 augusti 2020.
2. ↑  ”Mitt hjärta klappar för dig”. Hitparad. https://hitparad.se/showitem.asp?interpret=Benny+Anderssons+Orkester&titel=Mitt+hj%E4rta+klappar+f%F6r+dig&cat=a. Läst 15 augusti 2020.